# Mylothris asphodelus
Mylothris asphodelus is een vlindersoort uit de familie van de Pieridae (witjes), onderfamilie Pierinae.
Mylothris asphodelus werd in 1888 beschreven door Butler.